# Bundesverband der Fördervereine
Der Bundesverband der Fördervereine e. V. (BFD) ist ein 1999 gegründeter Dachverband für Fördervereine in Deutschland. Der BFD ist ein gemeinnütziger, eingetragener Verein mit Sitz in Essen, Nordrhein-Westfalen. Der Verband vertritt die Belange von über 3000 (nicht ausschließlich) Schulfördervereinen und somit rund 15 % der entsprechenden deutschen Vereine insgesamt.

## Geschichte
Nachdem 1991 in Nordrhein-Westfalen mit dem Landesverband Schulischer Fördervereine NRW (LSF) der erste Verband gegründet war, beabsichtigten in den Folgejahren auch Fördervereine mit Sitz in anderen Bundesländern diesem Verband beizutreten. Daraufhin wurde auf Initiative des LSF im Jahre 1999 der Bundesverband mit identischen Leistungen gegründet um Fördervereine außerhalb von Nordrhein-Westfalen zu unterstützen.
Diese enge Verzahnung zeigt sich auch heute noch. So nutzen beide Verbände eine optisch identische Website, teilen sich ein Internetforum und eine Geschäftsstelle. Auch der Vorstand bildet in beiden Verbänden mehrheitlich eine Personalunion. Der BDF nimmt keine Mitglieder aus Nordrhein-Westfalen auf und verweist diese an den LSF.

## Aufgaben
Der BFD beansprucht die Interessen der schulischen Fördervereine insgesamt auf Bundesebene zu vertreten und unterstützt seine Mitgliedsvereine bei deren Verwaltungsarbeit.

## Mandat
Der Verband ist von seinem Mitglieder ermächtigt zur:
- Unterstützung aller gemeinnützigen Fördervereine in Deutschland, insofern deren Zweck die Förderung von Schulen, Kindertagesstätten, Bildungs- und Jugendarbeit oder Kulturarbeit vorsieht, sowie aller Landesverbände der vorgenannten Fördervereine durch Beratung, ideeller und finanzieller Förderung.
- Unterstützung hilfsbedürftiger Schulen, insbesondere in Afrika, Asien und Lateinamerika durch ideelle und finanzielle Förderung.
- Mittelbeschaffung und -weitergabe an eine andere steuerbegünstigte Körperschaft, insbesondere an durch den BFD errichtete steuerbegünstigte Stiftungen, insofern deren Zweck durch den Zweck des Verbandes gedeckt wird.

## Tätigkeit
Im Jahr 2017 hat der BFD erstmals einen Fördertopf über 30.000 Euro für die Projekte der Mitgliedsvereine bereitgestellt. Der BFD ist ferner stimmberechtigtes Mitglied im Bundesnetzwerk Bürgerschaftliches Engagement.